# 小座間泰蔵
小座間 泰蔵（おざま たいぞう、1920年（大正9年）2月21日 - 1985年（昭和60年）1月15日）は、日本の政治家。山形県天童市長（1期）。

## 来歴
山形県出身。東北帝国大学工学部卒。山形県庁に入り、新庄、米沢の各建設事務所長、土木砂防課長、土木部次長を経て、1975年、天童市助役となる。1981年、天童市長に当選。市長時代は山形県社会教育振興会副会長、県農地管理公社監事、県治山林道協会理事、県自然環境保全審議会委員、国鉄利用成美強化促進期成同盟会常任理事、奥羽本線全線複線化早期完成期成同盟会監事、日本道路協会評議員、県住宅協会監事、県都市計画協会副会長などの公職を兼務した。1985年、在任中に死去した。